# Böddenstedt (Adelsgeschlecht)

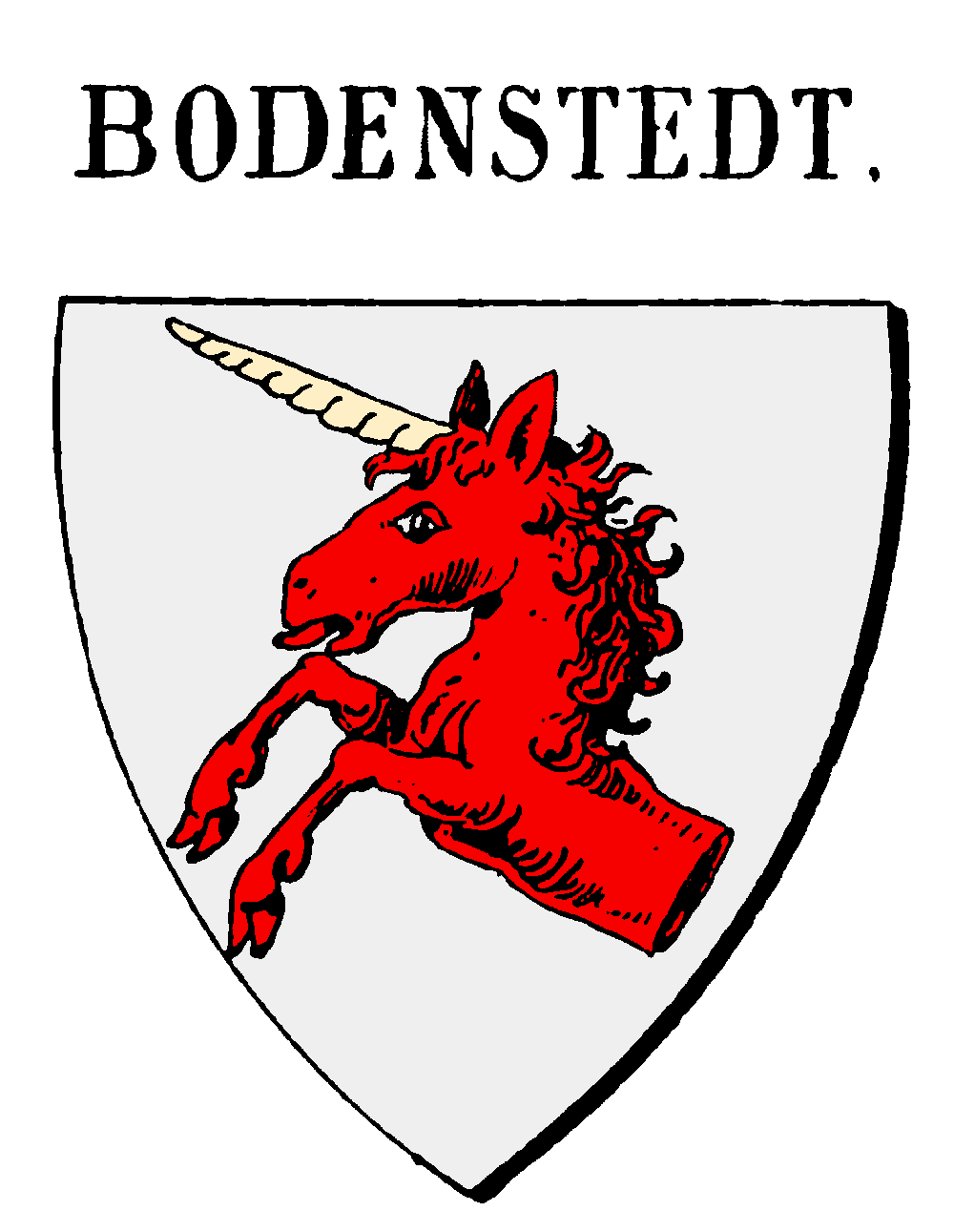
Wappen derer von Böddenstedt (Bodenstede)

Böddenstedt (auch Bodenstedt, Bodenstede) ist der Name eines lüneburgisch-mecklenburgischen Uradelsgeschlechts. Die Herren von Böddenstedt gelangten im Herzogtum Braunschweig-Lüneburg, im Mecklenburgischen sowie in der Mark Brandenburg zu Besitz und Ansehen und sind spätestens im Verlaufe des 17. Jahrhunderts im Mannesstamm erloschen.

## Geschichte

### Herkunft
Die im Mittelalter im norddeutschen Raum verbreitete ministerialadlige (Knappen-)Familie derer von Böddenstedt tritt um 1217 erstmals urkundlich in Erscheinung. Die Schreibweise des Namens variiert zwischen Bodensted(e), Bodenstide, Bod(d)enstedt, Boddenstede, Budenstede oder Budenstide. Das Geschlecht war im Herzogtum Braunschweig-Lüneburg, im Mecklenburgischen sowie in der Mark Brandenburg ansässig.
Die verwandtschaftlichen Beziehungen der unterschiedlichen Namensträger aus den verschiedenen Orten sind größtenteils unklar.

### Besitzungen im Herzogtum Braunschweig-Lüneburg

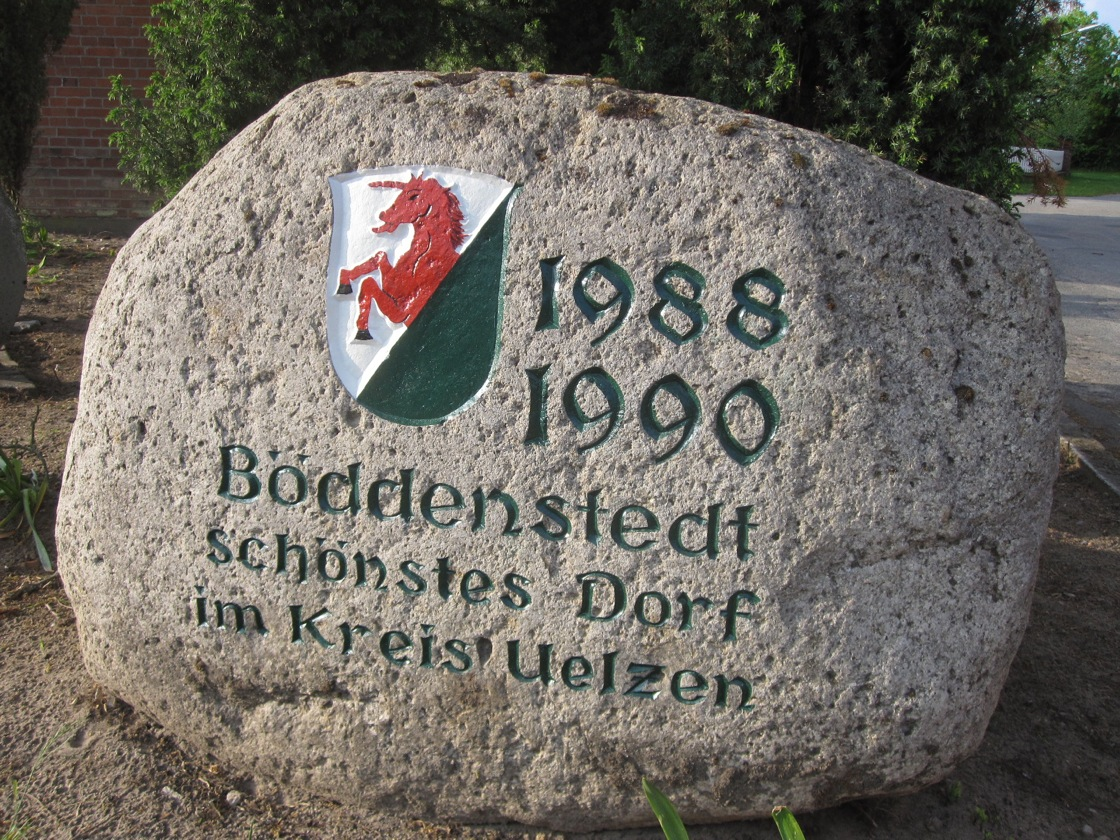
Modifiziertes Wappen derer von Böddenstedt auf einem Findling in Böddenstedt

Bereits um 1217 werden Georg von Bodenstede sowie seine Kinder Dietrich, Georg und Adelheid im Urkundenbuch der Bischöfe und des Domkapitels von Verden im Zuge eines bezeugten Tauschgeschäfts des Bischoffs Iso von Verden mit der früheren Herzogin Helena und ihrem Sohn Otto von Lüneburg erwähnt.
Um 1226 wird außerdem Eccehardus de Bodenstide im Lehnsregister des Luthard von Meinersen mit drei Höfen und einer Mühle in Sickte genannt. Weiterhin erscheint Burchardus de Bodenstede 1233 in einer Urkunde Herzogs Otto von Braunschweig-Lüneburg für die Johanniskirche in Osterode als Zeuge. In einer ebenfalls 1233 in Hildesheim ausgestellten Urkunde der Pfalzgräfin Agnes wird außerdem Sigebode de Bodenstede als Zeuge genannt. In Urkundenbuch der Stadt Braunschweig wird wiederum Hans von Bodenstede aufgrund des Mordes an seinem Stiefkind im Jahre 1376 als Verfesteter der Altstadt erwähnt. Daneben erscheint mit einem weiteren Hans (Ioannis) von Boddenstede, Ratsherr von 1378 bis 1385, vermutlich sein Sohn.
Bis ins 15. Jahrhundert hatten Mitglieder des kleinadligen Geschlechts außerdem Besitzungen im gleichnamigen Dorf Böddenstedt im Landkreis Uelzen. Urkundlich belegt ist, dass die Brüder und Knappen Johann und Heinrich von Böddenstedt (Johannes et Hinricus de Bodenstede) dem Kloster Oldenstadt im Jahre 1321 das Recht verkaufen, Schweine in den Wald bei Böddenstedt zu treiben. Ferner ist belegt, dass die Brüder und Ritter Otto, Werner und Gebhard Grote im Jahre 1322 von dem genannten Knappen Heinrich einen Hof nebst Lehnsrecht in Böddenstedt erwerben, während die von Meltzing im Jahre 1358 einen Wüsthof mit Waldanteil und eine Tonne Bier an Dietrich und Heinrich von Böddenstedt verkaufen.
Laut Urkundenbuch der Stadt Uelzen verkauft Juries von Böddenstedt aus Dahlenburg im Jahre 1362 einen Garten in Böddenstedt. Ein Jahr später erfolgt außerdem ein Vergleich Dietrichs von Böddenstedt (Heinrichs Sohn) mit Tideke von Böddenstedt (Sohn des Johann) über seinen dortigen Hof.
Die Familie war auch in Uelzen anzutreffen. 1392 wird beispielsweise Ludeke van Bodenstede als Ratsherr oder Bürger der Stadt Uelzen genannt. Kurz darauf (1403) bestätigt der Generalvikar des Verdener Bischofs Conrad, Burchard von dem Berge, „die Stiftung einer Vikarie am Altar der Apostel Peter und Paul sowie der Maria Magdalena in der St.-Marien-Kirche in Uelzen durch Angehörige der Familie Bodenstede mit Gütern in der Uelzener Feldmark, in Hambrock, Böddenstedt, Groß Liedern, Teyendorf und Emmendorf“. Zu dieser Zeit lebten hier die Brüder Johannes, Ludolf, Meinard und Helmold von Bodenstede. Johannes war von 1416 bis 1430 Vikar von Uelzen.

Wappen im oberen Teil eines Fensters im Kloster Lüne

In Lüneburg wird im Jahre 1412 nahezu parallel Heinrich von Bodenstedt (* um 1360; † 1433) zum Propst des Klosters Lüne gewählt. Er wird als Mitglied einer Uelzener Ratsherrenfamilie und Vetter seines Vorgängers Johannes Weygergang bezeichnet und war offenbar zuvor bereits Propst in Dannenberg. Schließlich wird noch 1557 ein Jochim Boddenstede als Bräutigam in Uelzen erwähnt.
Die meisten der erwähnten Urkunden belegen einen permanenten Verkauf der Familiengüter, womit offenkundig ein kontinuierlicher Niedergang der Familie einherging. Etwa seit Mitte des 15. Jahrhunderts kommen vor Ort keine Namensträger mehr vor. Auch der Böddenstedter Adelshof, der laut Nachforschung des Geographen Prof. Wolfgang Meibeyer auf dem gesamten westlichen Areal der heutigen Mühlenstraße gelegen haben soll, hat die Zeit nicht überdauert. Damit verliert sich die Spur derer von Böddenstedt, ehe im Jahre 2021 in der Böddenstedter Feldflur der Siegelstempel des erwähnten Uelzener Vikars Johannes (Hans) von Bodenstede gefunden wird, der im Uelzener Urkundenbuch zwischen 1398 und 1443 bezeugt ist.

### Besitzungen in Mecklenburg
Eine weitere Linie derer von Böddenstedt gehörte zur Vasallität der Grafen von Schwerin. 1251 tauscht der aus dem Lüneburgischen stammende gräflich Schwerinsche Vasall und Ritter Burchard von Böddenstedt (* um 1220) seine Besitzungen in Kölzin und Wokendorf gegen Besitzungen des Klosters Zarrentin. Er erhält dafür die Dörfer Lüblow, Wöbbelin und Kalvestert vom Grafen Gunzelin von Schwerin zu Lehen. Burchard hatte die drei Söhne Dietrich, Jordan und Heinrich.
Dietrich von Böddenstedt war, wie sein Vater, ebenfalls gräflich Schwerinscher Vasall in Lüneburg, während seine jüngeren Brüder, der Ritter Jordan von Böddenstedt (⚭ Christine N.N.) und der Knappe Heinrich von Böddenstedt als Vasallen des Klosters in Lüneburg bezeichnet werden. Jordan und Heinrich werden 1256 vom Michaeliskloster zu Lüneburg mit der Hälfte des Dorfes Michelsdorf (nicht mehr existierende Ortschaft in der heutigen Gemeinde Gehlsbach) in der Herrschaft Werle belehnt. Die andere Hälfte ging an Hartwig und Heinrich von Wittenlog. Vermutlich zwischen 1256 und 1265 errichten die Herren von Böddenstedt und von Wittenlog dort eine Kirche. Da die Gebrüder von Böddenstedt keine Erben hinterlassen hatten, zog das Kloster im Jahre 1265 jedoch die Hälfte des Gutes wieder ein, ließ sie allerdings bis 1271 der Witwe des Ritters Jordan von Böddenstedt, Christine, auf Lebenszeit „zum Geniessbrauche“.
1296 wird Bertoldus de Bodenstede in Rostock neben weiteren Personen als Mörder eines Burchard von Braunschweig verfestet.
Im Jahre 1650 wird Burchard von Böddenstedt als Ratsherr in Schwerin erwähnt.

### Besitzungen in der Mark Brandenburg

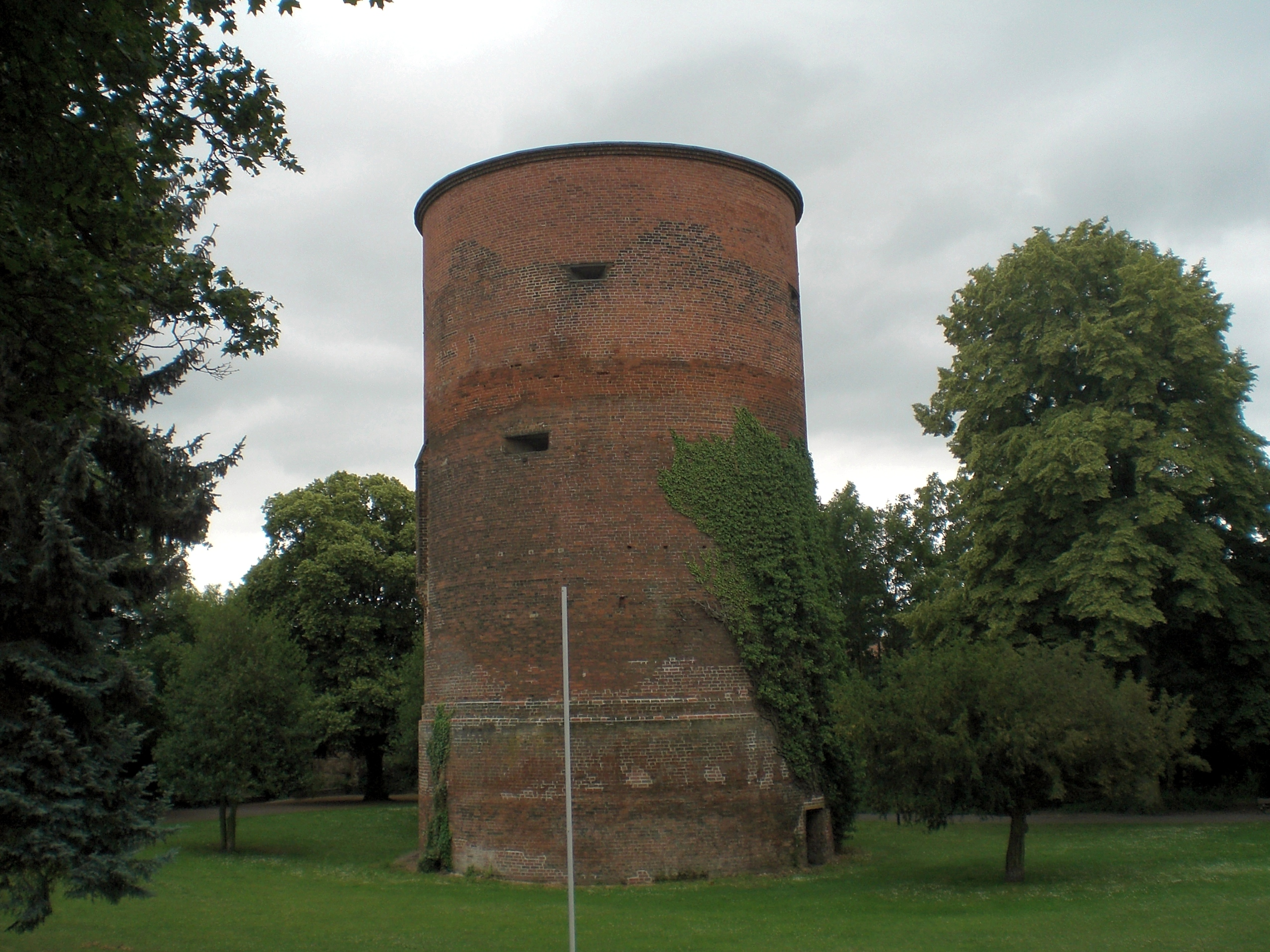
Der Burgturm von Salzwedel wurde wohl gegen Ende des 12. Jahrhunderts errichtet

Im Landbuch der Mark Brandenburg werden die Böddenstedt als Besitzer der Neustädter Mühle (bei Salzwedel) genannt. Ob die Familie auch in Böddenstedt bei Salzwedel oder in Hohenböddenstedt ansässig war, ist nicht bekannt, aber naheliegend. 1242 und 1243 wird in dieser Gegend der Ritter Arnold von Bodenstede erwähnt, der 1248 das Stift zum Hl. Geist vor Salzwedel beschenkt.
Sein Sohn Arnold stattet 1289 seine Tochter Mechthild für den Eintritt in das Kloster Arendsee aus. Die hierüber ausgestellte Urkunde lässt er unter anderem mit dem Siegel eines Werner von der Schulenburg (Wernerus de Schulenborch) versehen, da er selbst kein Siegel hat. Er verkauft 1295 außerdem einen Hof zu Vissum, was wiederum von Werner von der Schulenburg und Heinrich von Böddenstedt (Bruder Arnolds des Jüngeren) beurkundet wird. Da der Ritter Werner von der Schulenburg (* vor 1250; † 1304) übrigens auch als Vormund des Arnold von Böddenstedt in Erscheinung, wird eine enge verwandtschaftliche Beziehung der beiden Geschlechter angenommen.
Die Salzwedeler Burgmannen Cord (Conradus) und Geverd (Gebhard) von Böddenstedt schenken dem Stift zum Hl. Geist vor Salzwedel im Jahre 1246 außerdem 1 Wispel Roggenpacht aus dem Schulzenhof in Zierau. Sie waren mutmaßlich Söhne eines Hinricus de Bodenstede und Brüder des Ritters Arnold des Älteren. 1341 genehmigen ihre Nachkommen über ihre Vormünder überdies den Verkauf eines Hofes in Zierau an das Stift zum Hl. Geist. Als Vetter wird Gherke von Wallstawe genannt. Ob zur Nachkommenschaft auch Heinrich von Bodenstede zählt, der 1316 ebenfalls als Burgmann von Salzwedel genannt wird, ist unbekannt.
1375 existieren im nahegelegenen Dorf Osterwohle laut Landbuch der Mark Brandenburg zudem vier freie Höfe, von denen sich einer in Besitz der von Böddenstedt befand. Die übrigen besaßen Werner von Bartensleben, Johann von dem Knesebeck und der Salzwedeler Bürger Heine Wistedt. Daneben waren die von Böddenstedt vor 1375 auch mit der Hälfte des Dorfes Winterfeld belehnt.
Zwischen 1433 und 1449 wird Kersten Bodenstede als Ratsherr der Neustadt Salzwedel erwähnt.

## Wappen
Der Erblandmarschall und Heraldiker Christian Friedrich August von Meding schreibt über das Wappen der Adelsfamilie von Böddenstedt bzw. Bodenstede: „In einem Siegel von 1346, welches im Archiv des Klosters St. Michael in Lüneburg aufbewahret wird, ist ein springendes halbes Einhorn. Die Kreuzgangs-Fenster im Kloster Lüne zeigen uns dieses Wapen von 1433 eben so, doch mit keinem Hemlkleinode, einen halben Einhorn. Das Feld ist daselbst silbern, das Einhorn roth, und dessen Horn fleischfabig.“
Das mecklenburgische Uradelsgeschlecht von Restorff führt ebenfalls ein springendes rotes Einhorn auf silbernem Grund im Wappenschild. Eine Stammesverwandtschaft beider Geschlechter liegt aber nicht vor. Laut Siebmacher sind die von Böddenstedt aber wohl gleichen Stammes mit denen von dem Knesebeck aus Niedersachsen, deren Stammwappen (Schwarzer Stamm) ebenfalls in Silber ein springendes rotes Einhorn zeigt. Verwandtschaftliche Beziehungen sind diesbezüglich durchaus nachweisbar. Erwähnt wird beispielsweise die Vermählung von Werner von dem Knesebeck († um 1420) mit Isalbe von Bodenstedt um 1350. Unter den zahlreichen Nachkommen dieser Verbindung befindet sich beispielsweise auch König Willem Alexander der Niederlande.

### Orts- und Familienwappen
Die ehemalige Gemeinde Böddenstedt (Landkreis Uelzen) führte mit Genehmigung der Provinz-Regierung von Hannover in Anlehnung an dieses Wappen ab 1937 das rote Einhorn in ihrem Siegel. Selbiges findet sich ebenfalls im Wappen der Böddenstedter Handwerker- und Kaufmannsfamilie Drögemüller.

Wappen derer von Böddenstedt (Bodenstede) in Siebmachers Wappenbüchern
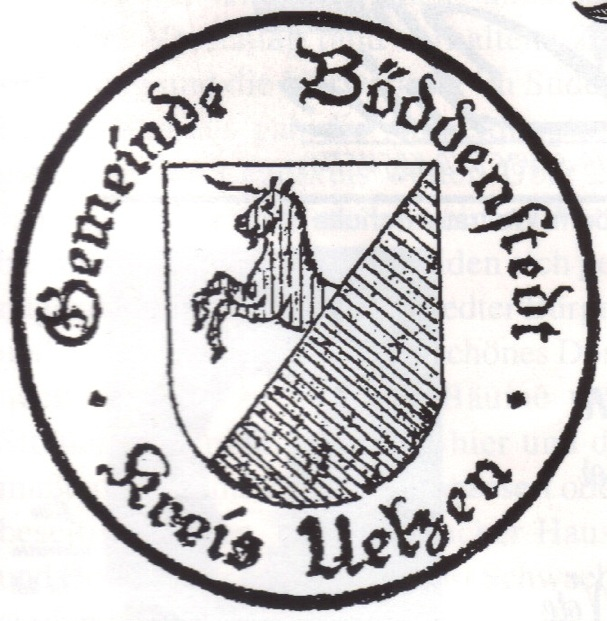
Wappen der ehemaligen Gemeinde Böddenstedt (Landkreis Uelzen)
Wappen der Nachfahren des Hans Peter Drögemüller (1742–1773) mit rotem Einhorn derer von Böddenstedt

## Persönlichkeiten
- Conradus von Böddenstedt (* um 1200), Ministeriale des Grafen Albert von Klettenberg (1229)
- Arnold von Böddenstedt (* um 1220), Ritter im markgräflichen Gefolge (1243–1255)
- Burchard von Böddenstedt (* um 1220), Ritter und gräflich Schwerinscher Vasall in Lüneburg
- Dietrich von Böddenstedt (* um 1240), gräflich Schwerinscher Vasall in Lüneburg
- Heinrich von Böddenstedt, Burgmann in Salzwedel (1316)
- Heinrich von Bodenstedt (auch Heinrich Bodenstede oder Hynrik van Bodenstede) (* um 1360; † 1433), Propst in Dannenberg und Lüneburg (1412–1433)[30]
- Jordan von Böddenstedt (* um 1245), Ritter und Vasall des Klosters in Lüneburg